# Kehä IV
La Kehä IV  (en suédois : Ring IV) est un projet de nouvelle autoroute périphérique de Helsinki, la capitale de la Finlande.

## Le projet
La route irait de la route nationale 4 (Lahdenväylä) à la route principale 45 (Tuusulanväylä) sur le trajet de la route régionale 152 existante (Kulomäentie) et plus au nord de l'aéroport de Helsinki-Vantaa à la route nationale 3 (Hämeenlinnanväylä) jusqu'à Klaukkala,.
La Kehä IV est un projet lancé par le district routier d'Uusimaa. 
Dans le projet de la région métropolitaine d'Helsinki (YTV) pour le système de transport de la région métropolitaine d'Helsinki, la Kehä IV est indiquée comme un projet devant être mis en œuvre entre 2016 et 2030.
Dans le plan en vigueur du système de transport, décidé en 2002, la partie orientale du Kehä IV (la route régionale 152 actuelle) doit être mise en œuvre entre 2020 et 2029, et la partie ouest, de la Tuusulanväylä à la Hämeenlinnanväylä après 2030.